# Verneuil-en-Halatte
Verneuil-en-Halatte é uma comuna francesa na região administrativa de Altos da França, no departamento de Oise. Estende-se por uma área de 22.26 km². Em 2010 a comuna tinha 4 792 habitantes (densidade: 215,3 hab./km²).